# 彼得里夫卡 (普里盧基區)
50°43′31″N 32°4′43″E / 50.72528°N 32.07861°E
彼得里夫卡（烏克蘭語：Петрівка）是位於烏克蘭北部的村莊，由切爾尼戈夫州普里盧基區的小季維齊亞市鎮負責管轄。該村始建於1700年，面積2.272平方公里，海拔高度123米，2001年人口447。